# Heilige Nicolaasparochie (Zoetermeer)
De Heilige Nicolaasparochie is een rooms-katholieke parochie in de Nederlandse stad Zoetermeer. Het is één parochie met vier kerken, te weten:
- Nicolaaskerk
- De Doortocht
- Tabor
- De Wijngaard

De parochie is gewijd aan de heilige Nicolaas van Myra die tevens de patroon van Zoetermeer is.

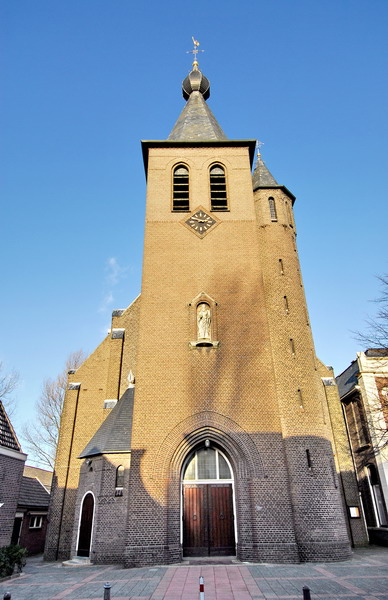
De Nicolaaskerk.
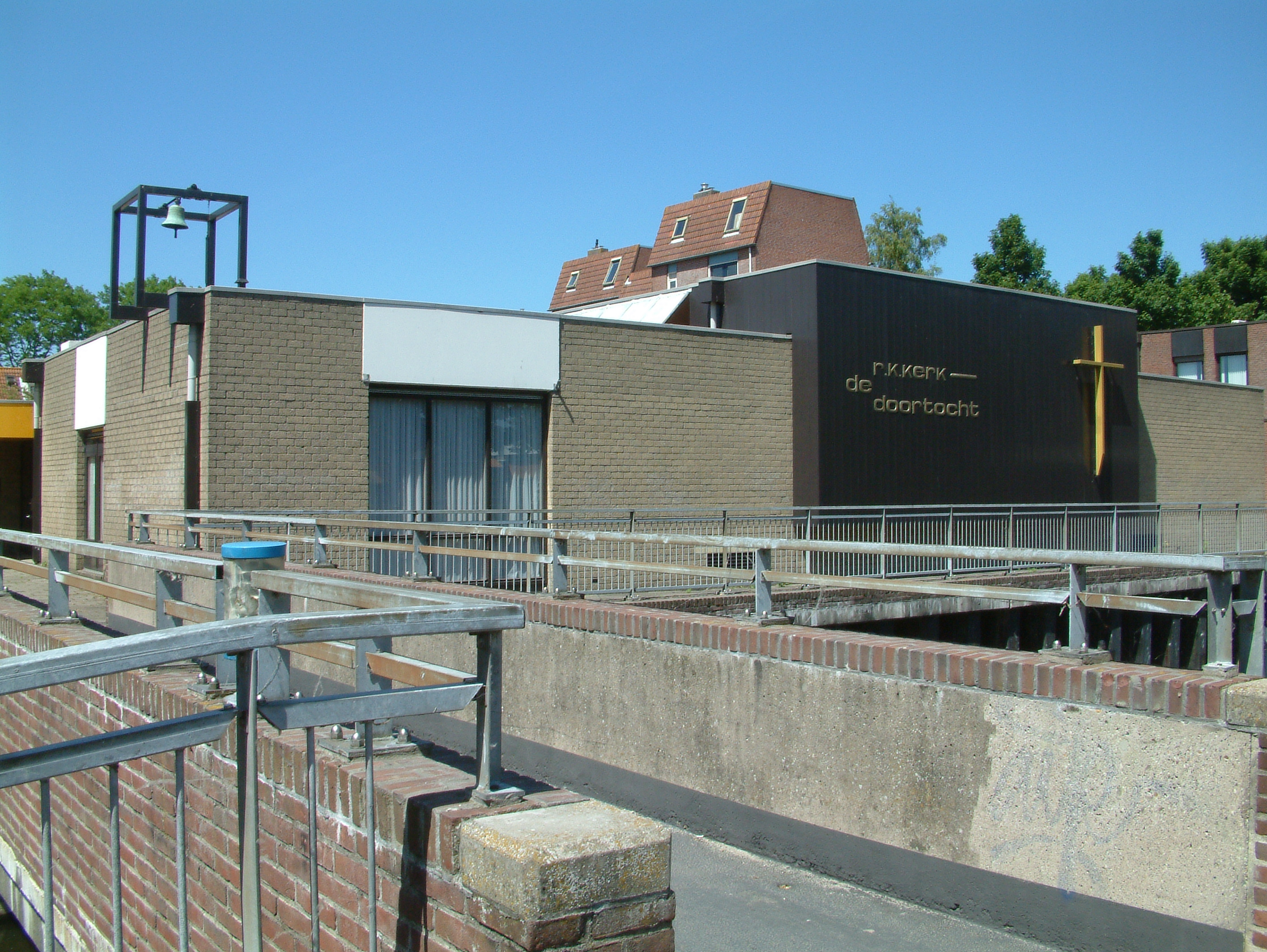
De Doortocht